# Episodi di House of Cards - Gli intrighi del potere (quinta stagione)
La quinta stagione della serie televisiva House of Cards - Gli intrighi del potere è stata resa interamente disponibile sul servizio di streaming on demand Netflix il 30 maggio 2017.
In Italia la stagione è andata in onda in prima visione sul canale satellitare Sky Atlantic dal 31 maggio al 5 luglio 2017.
| nº | Titolo originale | Titolo italiano | Pubblicazione USA | Prima TV Italia |
| -- | ---------------- | --------------- | ----------------- | --------------- |
| 1  | Chapter 53       | Capitolo 53     | 30 maggio 2017    | 31 maggio 2017  |
| 2  | Chapter 54       | Capitolo 54     | 30 maggio 2017    | 31 maggio 2017  |
| 3  | Chapter 55       | Capitolo 55     | 30 maggio 2017    | 7 giugno 2017   |
| 4  | Chapter 56       | Capitolo 56     | 30 maggio 2017    | 7 giugno 2017   |
| 5  | Chapter 57       | Capitolo 57     | 30 maggio 2017    | 14 giugno 2017  |
| 6  | Chapter 58       | Capitolo 58     | 30 maggio 2017    | 14 giugno 2017  |
| 7  | Chapter 59       | Capitolo 59     | 30 maggio 2017    | 21 giugno 2017  |
| 8  | Chapter 60       | Capitolo 60     | 30 maggio 2017    | 21 giugno 2017  |
| 9  | Chapter 61       | Capitolo 61     | 30 maggio 2017    | 28 giugno 2017  |
| 10 | Chapter 62       | Capitolo 62     | 30 maggio 2017    | 28 giugno 2017  |
| 11 | Chapter 63       | Capitolo 63     | 30 maggio 2017    | 5 luglio 2017   |
| 12 | Chapter 64       | Capitolo 64     | 30 maggio 2017    | 5 luglio 2017   |
| 13 | Chapter 65       | Capitolo 65     | 30 maggio 2017    | 5 luglio 2017   |

## Capitolo 53
- Diretto da: Daniel Minahan
- Scritto da: Frank Pugliese

### Trama
Frank irrompe al Congresso, dove i repubblicani vogliono istituire una commissione d'inchiesta che faccia luce sulle rivelazioni di Hammerschmidt. Underwood, che non si può permettere uno scandalo a due settimane dal voto, prende la parola per chiedere di mettere ai voti una mozione di guerra contro l'Ico. Frank accusa i repubblicani di non essere patriottici, poiché preferiscono inventarsi accuse contro di lui piuttosto che sconfiggere il terrorismo. Mentre Zachary Hawthorne è stato ucciso dall'NSA, Joshua Masterson è ancora latitante. Frank e Claire presenziano al funerale di James Miller, sperando di incassare il sostegno dei familiari nella cattura di Masterson. Tuttavia, la figlia Melissa nutre un profondo odio verso Frank perché lo ritiene responsabile della morte del padre e durante la funzione, dopo aver tentato di parlare dal pulpito inveendo contro il presidente, si avvicina a quest'ultimo e gli dice sottovoce di augurargli la morte e che spera Claire prenda il suo posto come presidente.
Will Conway ha paura che il clima di tensione creato da Frank possa giocare a favore del presidente. A complicare la situazione è la moglie Hannah che ha pubblicato sui social network un messaggio di sostegno alla madre di Masterson, vittima di atti vandalici. Conway si arrabbia con Hannah perché rischia di far passare il messaggio che sono dalla parte dei terroristi, mentre invece la moglie voleva testimoniare la propria solidarietà a una donna che non sapeva di aver cresciuto un mostro. Claire chiede di organizzare un incontro con la signora Masterson, intimandole di chiedere pubblicamente al figlio di costituirsi e in cambio le consentirà di fargli visita quando vorrà. Tom Hammerschmidt ingaggia Sean Jeffries, un giornalista molto in gamba della sezione cronaca dell'Herald, per investigare assieme a lui su Frank.
Frank sottopone a Catherine Durant un ordine esecutivo per estendere la no-fly zone e introdurre forti restrizioni sui visti. Il Segretario di Stato è scettico su questa proposta, rappresentando un drastico cambio di passo dell'amministrazione, ma il presidente asserisce che gli inasprimenti sono necessari fino a quando il terrorismo non sarà estirpato. Claire visita un negozio del North Carolina, dato alle fiamme da un'esplosione, e parla con i giornalisti per informarli sul prosieguo delle indagini. Un dimostrante le tira addosso un barattolo pieno di vernice. Doug informa Frank che Masterson è stato individuato al confine con la Virginia ed entro poche ore verrà catturato. Frank insiste per essere sul posto e incontrare il ragazzo. Si scopre che il terrorista era stato in realtà già preso vivo, e condotto in una località segreta per essere torturato. Il presidente lo provoca, definendolo un finto martire, ma non ottiene alcun indizio sulla rete terroristica a cui è affiliato. Frank non vuole fargliela passare liscia e ordina al vicesegretario alla Sicurezza Nathan Green di ucciderlo, diffondendo un video artefatto (simulando l'omicidio nel corso della caccia all'uomo) per far capire ai simpatizzanti del terrorismo che questa sarà la loro fine.
Intanto, LeAnne incita Aidan MacAllen, l'esperto informatico, ad entrare nel sistema di sicurezza dell'NSA al fine di trovare un modo per manipolare il web in favore degli Underwood.
Il giorno successivo Frank annuncia in conferenza stampa la morte di Masterson, asserendo che avrebbe preferito catturarlo vivo. Dopodiché dallo Studio Ovale telefona alla vedova Miller, ma la donna non vuole più essere chiamata da lui e gli attacca il telefono. Bob Birch avverte Doug di aver saputo che Remy e Jackie, irrintracciabili da alcuni giorni, sarebbero pronti a testimoniare contro il presidente nella commissione d'inchiesta. Frank e Claire escono nel giardino della Casa Bianca per incontrare i cittadini ai cancelli e rassicurarli sulla vittoria contro il terrorismo.

## Capitolo 54
- Diretto da: Daniel Minahan
- Scritto da: Melissa James Gibson

### Trama
Durante un intervento relativo alla sicurezza degli agenti pubblici in una stazione della metropolitana di New York, Claire incontra Ken Caswell, che la informa del fatto che uno dei vecchi amici di Frank è scomparso e probabilmente è morto. 
Frank, nel frattempo, ha convocato i cinquanta Governatori alla Casa Bianca, sperando di convincerli ad adottare misure straordinarie per combattere il terrorismo interno, tra cui l'accorpamento di numerosi seggi elettorali, istituendo dei veri e propri centri di voto, più facili da controllare, ma che potrebbero disincentivare i cittadini al voto (cosa che Frank spera accada per cinque Stati in bilico). Uno dei cinque Stati, la Pennsylvania, ha come governatore Jim Matthews. Quest'ultimo era stato vice-presidente di Garrett Walker e concorda con Frank di testimoniare il falso (nel caso in cui Walker mettesse sotto accusa Frank) in cambio di aiuti monetari per una discarica.  
Il Vice Presidente Blythe sostituisce Claire ad un incontro, per via della sua permanenza a New York. In seguito Blythe e il Segretario di Stato Durant si confrontano relativamente alle misure adottate dal Presidente nella sua "guerra al terrorismo". Durant è pronta a dimettersi, se Blythe farà altrettanto. Tuttavia questi si dice soddisfatto della politica di Frank e sicuro della vittoria alle elezioni, rimarcando alla Durant le occasioni perse nel passato.  
Nel frattempo, Aidan MacAllen hackera il sistema informatico delle compagnie telefoniche, per cancellare qualunque traccia che possa implicare lui, il Presidente e la First Lady. All'NSA è infatti arrivato, a sorpresa, un team di revisori, che potrebbe sospettare di lui e dei suoi traffici. L'hacking provoca numerosi blackout in tutto il Distretto di Columbia, i telefoni iniziano a squillare a vuoto, GPS, Wi-Fi e TV perdono il segnale. Frank si rivolge alla nazione via radio, spiegando che quanto è in corso è causa di un Cyber-attacco ad opera dell'ICO, e chiedendo al Congresso di accelerare i lavori per portare al voto la sua dichiarazione di guerra.
È la notte di Halloween e Conway, portando fuori i suoi figli, dice ai microfoni di non essere spaventato per quanto sta accadendo. Tuttavia, quando vede schierati i militari, esplode in una sfuriata in diretta TV, visto da Claire e Frank, che brindano per il loro successo.

## Capitolo 55
- Diretto da: Alik Sakharov
- Scritto da: John Mankiewicz

### Trama
Il giorno prima delle elezioni, Conway tiene una diretta streaming di 24 ore tra lui e gli elettori. Gli vengono poste alcune domande da vecchi conoscenti riguardo alla sua passata esperienza da militare, vicende che lui non vorrebbe riaffiorassero. Tuttavia Hannah Conway insiste affinché Will si renda disponibile a rispondere a qualunque domanda gli venga rivolta. 
Nel frattempo Claire e Frank continuano separatamente la campagna elettorale negli stati chiave. Nel corso di un evento in Pennsylvania Claire insiste perché il marito, rimasto quasi senza voce, le lasci il palco, ma Frank si rifiuta, e porta avanti il comizio con il rischio di rovinarsi la voce.
Doug si incontra con il Governatore Matthews, rimproverandogli di non aver rispettato i patti presi con il Presidente per lo stabilimento dei centri di voto e lo schieramento della Guardia Nazionale. Doug cerca di intimidire Matthews, e quest'ultimo cede alle sue richieste, ma senza troppo impegno, come in seguito riportato da Doug al Presidente. 
Tornato a Washington D.C., Frank viene allertato dal Segretario Durant di un presunto terrorista siriano, affiliato all'ICO, Mohammad Kalabi, che si sarebbe da poco stabilito negli Stati Uniti. Tuttavia, trattandosi del giorno antecedente le elezioni, Frank decide di non intervenire, e chiede a Cathy da quanto tempo disponesse di queste informazioni, che sarebbero risultate più utili tempo addietro. 
Quella notte, Claire e Frank, non riuscendo a dormire, intrattengono una conversazione nella camera di lei, alla presenza di Tom, che continua indisturbato a dormire. 
La diretta di Conway prosegue, e Frank decide di chiamarlo per chiedergli se avesse una domanda da porgli. Will allora gli domanda perché il Presidente abbia voluto intromettersi nei negoziati tra lui e i terroristi, mandando a monte il tentativo di salvare anche Miller, insieme alla moglie e alla figlia. Frank risponde che i terroristi avevano percepito la debolezza di Conway, e si è visto costretto ad intervenire e prendere il controllo della situazione.
Al sorgere del sole Conway conclude la diretta, e la telefonata tra lui e Frank è la notizia di apertura dei giornali. 
È il giorno delle elezioni. Frank e Claire, dopo essersi recati a votare, si chiudono nella sala proiezioni della Casa Bianca, e guardano La fiamma del peccato, rituale che hanno sempre seguito durante le loro vittoriose elezioni. Tuttavia giungono notizie allarmanti: la partecipazione al voto è incredibilmente bassa, soprattutto in distretti chiave per gli Underwood, tra cui quelli del South Carolina. I dati non trovano conferma ufficiale, ma sembra che Conway sia in testa sia in Pennsylvania sia in Ohio. Claire cerca di tranquillizzare Frank, dicendogli che rimarranno comunque uniti, qualunque cosa accada, ma l'uomo promette che loro non lasceranno la Casa Bianca.

## Capitolo 56
- Diretto da: Alik Sakharov
- Scritto da: Kenneth Lin

### Trama
I titoli di coda di La fiamma del peccato scorrono, ma Claire e Frank hanno lasciato la sala proiezioni per affrontare la questione della scarsa affluenza ai seggi. 
Nel frattempo Conway riceve notizie confortanti: la scarsa affluenza infatti sta giocando a suo favore. 
Frank contatta il Governatore del Tennessee, un repubblicano di nome Mitch, e gli comunica che i servizi segreti hanno fatto irruzione nella casa di Kalabi, il sospetto terrorista siriano, senza trovarlo. Tuttavia nella casa è stato rinvenuto il materiale necessario alla fabbricazione di una bomba. La Casa Bianca sospetta che l'obiettivo possa essere uno dei centri elettorali. Quando i poliziotti si presentano ad uno di essi con cani anti bomba scoppia il caos, e numerosi sono i feriti. Non vi è traccia né del terrorista né di alcun ordigno esplosivo. Tuttavia il Governatore viene convinto a sospendere il voto, e dichiarare lo stato di emergenza, istituendo un coprifuoco.
Nonostante il disordine scoppiato in Tennessee, stato che i sondaggi assegnavano ai repubblicani, Conway rimane in testa, vincendo in Pennsylvania. Tutto si decide con l'ultimo stato in bilico, l'Ohio. 
Doug contatta il Governatore e cerca di convincerlo a chiudere i seggi e sospendere lo scrutinio dei voti. Macallan invia al Governatore stesso un documento della NSA, da lui prodotto, in cui si fa riferimento a probabili attacchi terroristici in Ohio. 
Frank chiama Conway, e si congratula con lui per la vittoria. Doug ammette la sconfitta davanti a tutto lo staff democratico. Nel frattempo in quasi tutti gli stati scoppiano polemiche relative a presunte irregolarità del voto, e numerosi sono i ricorsi presentati ai tribunali. Conway attende che Underwood ammetta pubblicamente la sconfitta, quando apprende che l'esito del voto è ancora in bilico finché in Ohio non riprenderanno le operazioni di spoglio.
Mediante un flashback si viene a conoscenza di una conversazione tra Frank e Claire, durante la quale i due discutono su cosa sia meglio per i cittadini americani, e progettano di continuare a governare insieme a lungo, abolendo i limiti di mandato imposti dalla Costituzione.

## Capitolo 57
- Diretto da: Michael Morris
- Scritto da: Laura Eason

### Trama
Sono passate nove settimane dal giorno delle elezioni, tuttavia, a causa della decisione di alcuni Stati di non ratificare il voto, nessuno dei candidati ha ottenuto i 270 Grandi Elettori necessari per essere eletto Presidente. Mentre la folla protesta fuori dai cancelli della Casa Bianca al grido di "non è il mio Presidente!", Frank spiega al pubblico come dovrà procedere l'iter burocratico per la designazione del prossimo Presidente. Questi verrà infatti eletto dalla Camera dei Rappresentanti, dove ogni Stato potrà esprimere un voto. Il candidato che otterrà 26 voti sarà eletto Presidente. Il Senato, invece, sarà chiamato a eleggere il Vice Presidente.
LeAnn informa Claire che l'indice di gradimento pubblico per Frank è sceso al 19%, tuttavia Claire può ancora contare su un indice di gradimento intorno al 30%. Claire rimane ottimista, ed è convinta che lei e il marito sapranno ottenere l'appoggio del Congresso. Tiene un incontro con tre senatrici, disposte ad appoggiarla, che tuttavia rifiutano Frank come Presidente, e sono spaventate all'idea di una vittoria di Conway alla Camera e di Claire al Senato. Questa tuttavia sostiene che sia auspicabile la presenza di un Democratico nell'esecutivo per tenere sotto controllo i Repubblicani.
Hammerschmidt incontra Lisa Williams, che riporta informazioni relative al coinvolgimento di Doug nella sparizione di Rachel, ma il redattore è restio a crederle. 
Frank convoca nello studio ovale Alex Romero, rappresentante democratico che controlla un buon numero di voti. Frank lo minaccia affinché questi gli procuri il voto di tre Stati, per raggiungere la quota di 26. 
Aidan, che nel frattempo è sparito e ha fatto perdere le tracce di sé, chiama LeAnn, chiedendole di impedire a CIA e FBI di proseguire le ricerche su di lui. Altrimenti potrebbe rivelare informazioni incriminanti sul conto degli Underwood.
LeAnn assicura a Frank il voto del Maine, ma Doug non riesce a convincere il New Hampshire, spingendo Frank a dubitare della lealtà dell'uomo. 
Il giorno del voto, Donald Blythe decide di rinviare la votazione al Senato, per consentire alla Camera di eleggere il Presidente, e poi adeguarsi alle decisioni di quest'ultima ed eleggere il Vice Presidente, in modo da garantire la stabilità dell'esecutivo. Claire è furiosa, e, nel tentativo di convincere Blythe a ritirare questa decisione, insulta lui e la sua defunta moglie. 
Né Conway né Frank ottengono i 26 voti alla Camera. Questo significa che chi sarà eletto al Senato tra Claire e Ted Brockhart assumerà immediatamente le funzioni di Presidente, finché la Camera non prenderà una decisione.

## Capitolo 58
- Diretto da: Michael Morris
- Scritto da: Bill Kennedy

### Trama
Claire presta giuramento come presidente ad interim in attesa del voto della Camera. La stazione di ricerca McMurdo in Antartide viene occupata dai russi violando il Trattato Antartico del 1959; Claire e Francis non riescono a chiarirsi al telefono con Petrov e sono pronti a delle sanzioni. Francis non riesce a convincere l'onorevole Rasmussen e Claire inizia ad avere dei dubbi sulle sue possibilità di vittoria. Alex Romero dice a Doug che è disposto a farsi da parte ma sapute le mosse di Terry Womack e del Caucus Afroamericano si propone di convincere alcune matricole del Caucus in cambio della nomina a capogruppo. In realtà fa il doppio gioco e Conway incontra il gruppo ma la riunione non ha l'esito sperato perché sono troppo attaccati a Underwood e perciò si infuria col suo assistente. Seth intanto continua la sua personale indagine su Doug su indicazione di Jeffries che sta seguendo Lisa Williams; per questa sua iniziativa viene licenziato da Hammerschmidt. Il Segretario Durant si reca a Mosca per cercare di chiarirsi con Petrov ma questo la deride preannunciando la sua scomparsa dallo scenario politico con la caduta degli Underwood. L'informatico Aidan Macallan è scappato dagli USA con del materiale della NSA e si è rifugiato dal presidente russo Petrov per attaccare Underwood. Claire spinge per andare al voto in Tennessee e Ohio e si accorda con il potente assistente di Conway, Mark Usher, anche per la nomina del nuovo capo della Corte Suprema Elizabeth Benson. Frank, durante l'incontro con Usher, è a fianco a Claire e dà il suo assenso all'accordo, senza mostrare però una grossa convinzione.

## Capitolo 59
- Diretto da: Alik Sakharov
- Scritto da: Tian Jun Gu

### Trama
Frank e Claire continuano a litigare riguardo alle mosse da fare; nella scena iniziale discutono animatamente dell'incontro con Usher. Il fratello del terrorista Al Ahmadi viene individuato a Damasco e gli Underwood decidono di eliminarlo per dare un segnale all'ICO. LeAnn e la Durant discutono di MacAllan quando arriva Jane Davis (Vice Sottosegretario per il Commercio Internazionale) ma l'incontro con Claire non ha inizio perché vengono evacuate nell'aula bunker insieme a Frank poiché un camion con materiale radioattivo è sparito nel nulla sulla tratta Atlanta-Baltimora. Frank su input di Doug capisce l'inganno e scopre che è un tentativo di golpe ordito dai generali Braegher e Brockhart (vicepresidente in caso di vittoria di Conway che in una registrazione in mano a Doug parla di uccidere il presidente) per impedirgli la vittoria e così ordina a una loro complice di sistemare la faccenda; peraltro Al Ahmadi è stato perso di vista a Damasco. L'emergenza rientra subito con la scusante che il camion è stato ritrovato in una fabbrica di Durham e Claire intima Braegher alle dimissioni; alla stampa Seth riferisce che è stata solo un'esercitazione. Jeffries continua la sua indagine personale su Doug e Lisa Williams. Hammerschmidt intanto aveva scoperto che Doug aveva pagato l'affitto a Rachel prima della scomparsa. Frank fa ascoltare a Mark, il braccio destro di Conway, la registrazione grazie alla quale ha scoperto il tradimento di Brockhart.

## Capitolo 60
- Diretto da: Roxann Dawson
- Scritto da: John Mankiewicz

### Trama
In un bosco si tiene la riunione segreta della setta del Corvo dell'Eliseo tra i cui membri ci sono Underwood, Raymond Tusk (ora finanziatore di Conway), Brockhart, Mark Usher e un manager di Pollyhop (anch'esso sostenitore del repubblicano). Frank intuisce che l'appoggio di Tusk andrà a Brockhart, il quale avrà il vero potere, e non Conway. Claire intanto incontra la Davis e il ministro Xu per mettere a punto l'accordo economico con la Cina che piacerà soprattutto all'Ohio ma scatta un'altra emergenza: una nave russa che sta cercando petrolio sta affondando in territorio americano ma Petrov rifiuta l'aiuto di Claire; Xu riporta che c'è anche un ricercatore americano a bordo e si propone di partecipare al salvataggio. Ma la Durant riesce a far salvare l'equipaggio senza trovare traccia dell'americano e su ordine di Claire fa affondare la nave così come voleva Petrov il quale però non vuole restituire MacAllan; ai media viene riferito che il merito però è dei cinesi. Alla fine del meeting Ben, il manager di Pollyhop, a sorpresa consegna a Frank una registrazione compromettente di Conway in cui lo si sente inveire contro il suo pilota al ritorno dall'incontro col Caucus poiché non voleva passargli i comandi dell'aereo. Usher promette agli Underwood di convincere i repubblicani a schierarsi contro Conway dopo che sarà resa pubblica la registrazione. Frank e Doug decidono prima di rendere pubblica quella di Conway e subito dopo quella di Brockhart.

## Capitolo 61
- Diretto da: Roxann Dawson
- Scritto da: Bill Kennedy

### Trama
Le registrazioni sono state divulgate e Conway rifiuta schifato la proposta di Underwood, rieletto senza problemi, di fare il Segretario dei Trasporti. Doug pretende che Usher, nuovo consigliere particolare del Presidente, venga frenato e non ottenendo ciò insieme a Seth vuole far fuori LeAnn per il caso MacAllan; la ragazza lo intuisce e si rivolge alla giornalista Kate Baldwin che si reca a Mosca per intervistare l'informatico. Petrov vuole che racconti alla donna di come ha hackerato il sistema durante le elezioni. Tom Yates decide di allontanarsi gradualmente da Claire per tornare al suo vecchio lavoro. Romero pretende che il Presidente aumenti l'assistenza sanitaria in cambio del suo appoggio e Usher glielo garantisce ma al giuramento Underwood non si sbilancia e così il deputato riferisce che sta spingendo i Repubblicani a riavviare la commissione per la guerra per indagare sul Presidente. Riappare il lato bisessuale di Frank quando, nel segreto sottoscala della Casa Bianca, si fa tentare da Eric Rawlings, il ragazzo che interpretava Augustus Underwood ed ora suo personal trainer. Il ragazzo capisce le intenzioni di Frank, che lo ha portato nel sottoscala buio, e lo accarezza sul petto. Underwood lo afferra vigorosamente al collo ed Eric, poi, lo bacia. L'intervista tra la Baldwin e MacAllan sta per iniziare quando lui decide di chiamare di nascosto, offrendo il proprio orologio ad un ragazzo russo, LeAnn per chiederle di raggiungerlo ma subito dopo viene prelevato da un agente americano. Underwood alla festa presidenziale raccomanda Yates di non tradire più Claire con la guida con cui ha avuto un rapporto sessuale di nascosto in sala stampa. LeAnn viene messa alla porta da Doug mentre Jane Davis riferisce agli Underwood di aver fatto portare MacAllan all'ambasciata giordana a Parigi. Ella consiglia a Frank di risolvere il problema al di fuori dei confini nazionali, ma Frank s'impone sulla Davis chiedendo che MacAllan venga portato in patria.

## Capitolo 62
- Diretto da: Agnieszka Holland
- Scritto da: Kenneth Lin

### Trama
Romero vuole che Jackie Sharp testimoni contro Underwood e minaccia di attaccarla per il fatto di aver votato in aula in cambio di fondi elettorali da parte di Remy Danton con il quale andava a letto. Il deputato rifiuta ora la carica di capogruppo perché vuole mandare il Presidente in galera e Usher gli consiglia di procedere a fuoco lento con i lavori della commissione ma poi sbandiera il fatto della Sharp alla stampa cosicché Romero non la possa ricattare. Hammerschmidt segue ora la pista della morte di Zoe Barnes per provare a incastrare Underwood mentre Doug intimidisce Lisa Williams. MacAllan a Parigi si rifiuta di rivelare cosa ha raccontato a Petrov e così la Davis cerca di ingaggiare LeAnn ma la ragazza fa la spia a Claire che si infuria con la signora. Proprio la Davis, che si scopre aver avuto peraltro un passato lavorativo con Usher, rivela a Frank che ci sarà un attacco chimico a Homs e che come risposta si dovranno mandare in Siria 30.000 soldati. Gli Underwood allarmano la Durant auspicando che rimanga come Segretario di Stato ma questa pensa che sia una montatura della coppia e dice alla Davis che loro hanno intenzione di inscenare l'attacco chimico. Seth riporta a Claire l'indagine personale di Jeffries secondo la quale Underwood, quando era ricoverato in seguito all'attentato, ha ottenuto un fegato che spettava a tale Moretti e che Doug ha costretto il Segretario della Sanità a metterlo in cima alla lista per poi intrattenere una relazione con la vedova; quando Seth le presenta il giornalista lei lo manda via. Frank e Doug capiscono che Usher sta facendo il doppio gioco mentre l'ex Presidente Walker vuole testimoniare. Romero rinuncia al posto in commissione se Frank si dimette e così Mark si infuria. Tom e Claire si rivedono e fanno l'amore dopo di che lei si fa scappare che Frank ha ucciso Zoe e Peter. Aidan è a Washington e in gran segreto incontra LeAnn per salutarla definitivamente: lei gli da una pistola per potersi difendere in caso di necessità, ma Aidan viene trovato morto nella sua camera di albergo in un apparente suicidio e LeAnn lo scopre perché le arriva un messaggio email automatico da Aidan in cui le dice che se lo sta sentendo allora vuol dire che lui è morto. Intanto Walker, dopo averci litigato in separata sede, in aula accusa Underwood di aver complottato contro di lui.

## Capitolo 63
- Diretto da: Agnieszka Holland
- Scritto da: Laura Eason

### Trama
Seth Grayson e Hammerschmidt si scontrano in un dibattito televisivo riguardo all'ipotesi di impeachment verso Underwood. Usher e Claire sono preoccupati ma Francis è convinto di poter smontare la tesi di Walker. Romero, rifiutato dalla commissione giudiziaria, lascia il partito e diventa indipendente. Underwood si vuole cautelare dalla fuga di notizie e fa mettere sotto controllo da Green tutti quelli che lavorano per lui alla Casa Bianca. LeAnn viene informata del suicidio di MacAllan. Tom Yates viene liquidato in tutta fretta da Claire. Bob Birch e Terry Womack chiedono invano a Underwood di dimettersi prima che la richiesta di impeachment arrivi al Congresso. Doug e gli Underwood spiano le conversazioni e i movimenti di LeAnn, Seth, Hammerschmidt e della Durant. Quest'ultima in un incontro con Romero, accompagnata dal proprio avvocato, si rifiuta di confermare la tesi di Walker in cambio dell'immunità, ma uscendo consegna un pizzino al deputato con scritto "Sì". Claire rimprovera Doug per avere una relazione con la vedova Moretti. Doug decide così di raccontarle di come ha favorito Underwood con il trapianto rispetto al marito, ma la donna aveva intuito tutto, lo stava solo usando per disprezzo, e così lui la caccia via infuriato. Va poi a casa di LeAnn per capire se e cosa MacAllan le ha consegnato, ma lei nega e alla fine hanno un rapporto sessuale mentre Francis li spia. Il giorno seguente esce la notizia secondo cui una fonte della Casa Bianca ha confermato che Underwood ha usato informazioni discutibili per giustificare la chiusura dei seggi e gettare le elezioni nel caos; Francis convoca la Durant chiedendole di fornire una giustificazione scritta riguardo all'arresto di Kalabi e la chiusura dei seggi e di preparare una dichiarazione da presentare all'ONU. Il Presidente confida ai suoi di essere certo che la talpa sia proprio il Segretario di Stato. Doug informa Underwood riguardo alle pressioni che ha fatto sul Segretario della Sanità per metterlo in cima alla lista per il trapianto e il Presidente lo ringrazia per avergli salvato la vita. Cathy Durant, forte dell'immunità, è pronta ora a testimoniare davanti alla commissione mentre Hammerschmidt riceve una strana cartolina intimidatoria di buon compleanno.

## Capitolo 64
- Diretto da: Robin Wright
- Scritto da: Frank Pugliese e Melissa James Gibson

### Trama
La Durant non vuole ritrattare nonostante le pressioni di Underwood, che così la spinge dalle scale nella Casa Bianca, simulando una caduta accidentale con conseguente rinvio della seduta della commissione. Francis incontra il Colonnello Ismat, leader della fazione democratica per la liberazione della Siria. LeAnn fa ritorno alla Casa Bianca pronta a testimoniare a favore del Presidente. Jane Davis cerca di convincere Claire riguardo a Nasser, rappresentante moderato dell'ICO che controlla numerosi giacimenti e raffinerie e che sta trattando anche con la Russia per deporre il presidente siriano. Sean Jeffries, ora vice di Seth, riesce ad avere un incontro confidenziale con Underwood rivelandogli che Hammerschmidt sta indagando sulla morte di Zoe Barnes e che ha ritrovato il cellulare con cui si sentiva con Francis. Doug riesce a tenere dalla loro parte l'agente Nathan Green nonostante il suo bureau sia ormai contro il Presidente. La Davis cerca di ottenere da LeAnn ciò che MacAllan le ha consegnato e le rivela di essere in possesso della pistola con cui si sarebbe suicidato. Hammerschmidt viene contattato da uno sconosciuto che gli chiede di indagare sul fatto di come MacAllan abbia manipolato il sistema informatico il giorno delle elezioni. Gli Underwood pensano che sia Doug l'informatore del giornalista e una sera a cena gli chiedono di autodenunciarsi come assassino della Barnes: l'uomo è sconvolto incarta dei bigliettini di compleanno (uguali a quello che ha ricevuto Hammerschmidt) e fissa un incontro con il giornalista. Francis è infuriato con Claire perché Tom sta per pubblicare un libro compromettente su di loro. Doug racconta a LeAnn di aver ucciso la Barnes ma lei non gli crede. Claire incontra Tom, nascosto a casa di Usher, gli chiede di non pubblicare il libro in cambio di soldi dopo di che i due hanno un rapporto sessuale e lui muore avvelenato. Usher capisce che Jane Davis sta sabotando Underwood per il fatto di non voler intervenire in Siria e perché ha contro di sé Wall Street, Koch Brothers e le compagnie petrolifere; la donna non lo nasconde neanche al diretto interessato, al quale offre un posto importante in cambio delle dimissioni. Seth, intimato da Underwood, dovrà raccontare al comitato che Doug ha ucciso la Barnes. Ma al comitato si presentano prima Green e LeAnn e poi Underwood in persona, che attacca Romero e gli altri membri e annuncia le dimissioni per il giorno seguente.

## Capitolo 65
- Diretto da: Robin Wright
- Scritto da: Melissa James Gibson e Frank Pugliese

### Trama
Underwood a fine udienza ferma Romero minacciandolo di rendere pubblica una sua scomoda vicenda personale (l'abuso di gruppo di una ragazza) se non bloccherà i lavori della commissione. Claire è furiosa perché non è stata avvertita delle dimissioni ma Frank le spiega che aveva previsto tutto da mesi: lei diventerà Presidente e lui opererà da fuori nel settore privato e inoltre era lui stesso la talpa che passava informazioni ad Hammerschmidt con l'aiuto di Doug. Lei in risposta gli racconta di aver ucciso Tom e di aver fatto ripulire tutto da Usher. Seth continua a raccontare agli inquirenti di Doug che riceve Hammerschmidt ma l'intervista non inizia neanche perché non risponde sul caso Barnes; dopo di che consegna le dimissioni e Claire chiede a Seth di fare lo stesso. Frank convince la moglie a concedergli la grazia in un secondo momento; firma così le dimissioni e lei presta giuramento. Deve subito affrontare il caso di un presunto attacco russo in Siria con Jane Davis che preme per un immediato intervento militare ma Claire vuole prima Al Ahmadi. Chiede poi a Francis che vada a vivere da un'altra parte per una questione di immagine. La Davis ottiene da LeAnn il materiale di MacAllan in cambio della sua pistola e del posto di capo del personale sotto Claire; rivela alla Presidente di aver dato via a una fondazione con la quale il marito potrà avere influenza su di lei e rifiuta il ruolo di Segretario di Stato per poter operare nel suo campo. LeAnn viene però spostata di ufficio perché un capo del personale più esperto darebbe un forte messaggio al Congresso; la ragazza ha una tragica fine dato che finisce fuori strada con la sua auto dopo essere stata abbagliata di proposito da ignoti. Doug riceve Hammerschmidt a casa sua senza dirgli ancora nulla. Usher stesso si propone come vice presidente dato che molti deputati glielo hanno chiesto. Claire annuncia l'uccisione di Al Ahmadi e l'imminente intervento militare in Siria; una manifestazione pacifista davanti alla Casa Bianca finisce in tragedia perché Eric Rawlings, il ragazzo che interpretava Augustus Underwood ed ex-personal trainer di Frank da lui allontanato, dopo aver scavalcato i cancelli viene ucciso dalle guardie. Frank cerca di chiamare la moglie ma lei rifiuta la chiamata esclamando "È il mio turno".